# Рибинце
Рибинце је насељено место града Врања у Пчињском округу. Према попису из 2022. било је 412 становника (према попису из 1991. било је 371 становника). До 2010. године званичан назив насеља је био Рибнице.

## Демографија
У насељу Рибинце живи 341 пунолетни становник, а просечна старост становништва износи 34,9 година (35,6 код мушкараца и 34,3 код жена). У насељу има 130 домаћинстава, а просечан број чланова по домаћинству је 3,62.
Ово насеље је великим делом насељено Србима (према попису из 2002. године), а у последња три пописа, примећен је пораст у броју становника.
|  |

| Демографија | Демографија | Демографија |
| Година      | Становника  | Становника  |
| ----------- | ----------- | ----------- |
| 1948.       | 238         |             |
| 1953.       | 241         |             |
| 1961.       | 209         |             |
| 1971.       | 213         |             |
| 1981.       | 238         |             |
| 1991.       | 371         | 366         |
| 2002.       | 471         | 476         |
| 2011.       | 472         |             |

| Етнички састав према попису из 2002.‍ | Етнички састав према попису из 2002.‍ | Етнички састав према попису из 2002.‍ | Етнички састав према попису из 2002.‍ | Етнички састав према попису из 2002.‍ |
| ------------------------------------ | ------------------------------------ | ------------------------------------ | ------------------------------------ | ------------------------------------ |
|                                      |                                      |                                      |                                      |                                      |
| Срби                                 | Срби                                 |                                      | 453                                  | 96,17%                               |
| Роми                                 | Роми                                 |                                      | 16                                   | 3,39%                                |
| Македонци                            | Македонци                            |                                      | 1                                    | 0,21%                                |
| Бугари                               | Бугари                               |                                      | 1                                    | 0,21%                                |
| непознато                            | непознато                            |                                      | 0                                    | 0,0%                                 |

| Година пописа     | 1948. | 1953. | 1961. | 1971. | 1981. | 1991. | 2002. |
| ----------------- | ----- | ----- | ----- | ----- | ----- | ----- | ----- |
| Број домаћинстава | 37    | 35    | 39    | 42    | 57    | 92    | 130   |

| Број чланова      | 1  | 2  | 3  | 4  | 5  | 6  | 7 | 8 | 9 | 10 и више | Просек |
| ----------------- | -- | -- | -- | -- | -- | -- | - | - | - | --------- | ------ |
| Број домаћинстава | 18 | 23 | 13 | 37 | 22 | 11 | 4 | 2 | 0 | 0         | 3,62   |

| Пол    | Укупно | Неожењен/Неудата | Ожењен/Удата | Удовац/Удовица | Разведен/Разведена | Непознато |
| ------ | ------ | ---------------- | ------------ | -------------- | ------------------ | --------- |
| Мушки  | 179    | 49               | 119          | 9              | 2                  | 0         |
| Женски | 191    | 44               | 123          | 23             | 1                  | 0         |
| УКУПНО | 370    | 93               | 242          | 32             | 3                  | 0         |

| Пол    | Укупно                    | Пољопривреда, лов и шумарство | Рибарство                            | Вађење руде и камена | Прерађивачка индустрија       |
| ------ | ------------------------- | ----------------------------- | ------------------------------------ | -------------------- | ----------------------------- |
| Мушки  | 110                       | 14                            | 0                                    | 1                    | 38                            |
| Женски | 83                        | 10                            | 0                                    | 0                    | 60                            |
| УКУПНО | 193                       | 24                            | 0                                    | 1                    | 98                            |
| Пол    | Производња и снабдевање   | Грађевинарство                | Трговина                             | Хотели и ресторани   | Саобраћај, складиштење и везе |
| Мушки  | 0                         | 9                             | 12                                   | 3                    | 9                             |
| Женски | 0                         | 0                             | 4                                    | 1                    | 1                             |
| УКУПНО | 0                         | 9                             | 16                                   | 4                    | 10                            |
| Пол    | Финансијско посредовање   | Некретнине                    | Државна управа и одбрана             | Образовање           | Здравствени и социјални рад   |
| Мушки  | 0                         | 0                             | 2                                    | 2                    | 2                             |
| Женски | 0                         | 1                             | 0                                    | 0                    | 4                             |
| УКУПНО | 0                         | 1                             | 2                                    | 2                    | 6                             |
| Пол    | Остале услужне активности | Приватна домаћинства          | Екстериторијалне организације и тела | Непознато            | Непознато                     |
| Мушки  | 6                         | 0                             | 0                                    | 12                   | 12                            |
| Женски | 0                         | 0                             | 0                                    | 2                    | 2                             |
| УКУПНО | 6                         | 0                             | 0                                    | 14                   | 14                            |